# Cầu dẫn nước Padre Tembleque
Cầu dẫn nước Padre Tembleque hay Zempoala là một cầu máng nước nằm giữa thị trấn Zempoala, Hidalgo và Otumba, México, trung tâm México. Đây là công trình quan trọng nhất về kỹ thuật thủy lực được xây dựng trong thời gian Phó vương quốc Tây Ban Nha ở châu Mỹ để dẫn nước sử dụng cho những người dân dọc các thị trấn nó chạy qua.

## Lịch sử
Công trình này được lên kế hoạch và chỉ đạo xây dựng bởi một tu sĩ dòng Phanxicô Francisco de Tembleque. Được xây dựng giữa năm 1553 tới 1570, cầu máng nước dài 45 km (28 dặm) bắt đầu từ núi lửa Tecajete, ngay phía đông của Zempoala và kết thúc tại Otumba. Cây cầu chủ yếu được xây dựng chạy dài trên mặt đất, nhưng cũng có đoạn nó đi ngầm hay đi xuyên qua các khe núi, thung lũng, sông suối nhỏ. Có ba mái vòm dọc theo cầu máng: đoạn đầu tiên có 46 mái vòm, thứ hai có 13, và đoạn thứ ba có 68 mái vòm. Điểm cao nhất của cầu máng nước là qua khe núi Papalote, nó bắc qua khe núi này bởi 67 vòm còn được gọi là Main Arcade, với vòm cung đứng cao nhất đạt 38,75 mét (127,1 ft).
Cây cầu này đã được thêm vào danh sách Di sản thế giới dự kiến của UNESCO vào ngày 20 tháng 11 năm 2001 theo mục Di sản văn hóa. Và đến ngày 5 tháng 7 năm 2015, nó chính thức trở thành di sản thế giới trong phiên họp lần thứ 39 của Ủy ban Di sản thế giới.